# Sterkapel

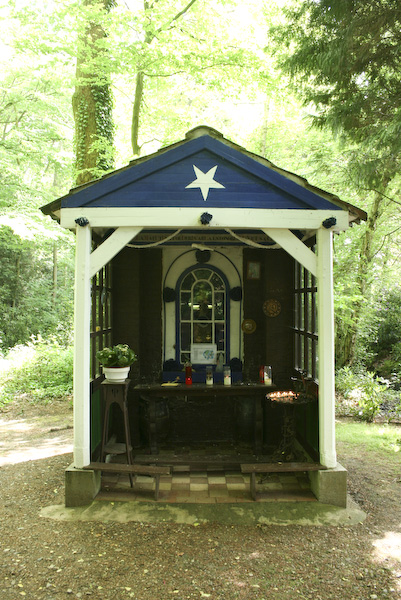
De Sterkapel van Loye

De Sterkapel is een kapel, gelegen op het domein van het kasteel van Loye, in de gemeente Lummen.
Oorspronkelijk was dit een staakkapel, opgericht in 1828. De luifel -met de ster- werd later toegevoegd.
De kapel is enkel toegankelijk voor het publiek in de mariamaand mei. 